# Larissa Kleinmann
Larissa Kleinmann (Stuttgart, 10 september 1978) is een atleet en wielrenner uit Duitsland.
Kleinmann begon met atletiek, ze werd Europees kampioen O19 op het onderdeel veldlopen. In 2002 stopte ze met atletiek, en in 2005 begon ze met wielrennen. Zowel op de baan als op de weg won ze meermalen de Duitse nationale jeugdkampioenschappen. In 2006 werd ze Duits nationaal kampioen op het onderdeel achtervolging op de baan.
In 2008 won ze de wegwedstrijd de Holland Hills Classic.
- Gemeinsame Normdatei: 1012706524
- World Athletics: 14278351
- International Standard Name Identifier: 0000 0001 2077 3340
- Virtual International Authority File: 171826864